# Конвой № 2152 (травень 1943)
Конвой № 2152 (травень 1943 року) — японський конвой часів Другої світової війни, проведення якого відбувалось у травні 1943 року.
Конвой сформували в Рабаулі — головній передовій базі в архіпелазі Бісмарка, з якої японці провадили операції на Соломонових островах та сході Нової Гвінеї. До нього увійшли транспорти «Могамігава-Мару», «Хоккай-Мару», «Адзума-Мару», «Ното-Мару» та «Ямагірі-Мару», а ескорт складався з есмінця «Юдзукі».
15 травня 1943 кораблі вийшли з Рабаула та попрямували на атол Трук (Чуук) на сході Каролінських островів (ще до війни тут була створена потужна база ВМФ, з якої до лютого 1944 року провадились операції в цілому ряді архіпелагів). У цей період комунікації архіпелагу Бісмарка ще не стали цілями для авіації, проте на них традиційно активно діяли підводні човни США. Утім, проходження конвою № 2152 відбулось без інцидентів, і 19 травня він прибув на Трук.
Можливо також відзначити, що за кілька місяців по тому, у листопаді 1943 року, між Рабаулом та Труком пройде ще один конвой із таким самим ідентифікатором № 2152.